# Московский водолаз
Московский водолаз — заводская порода служебных собак, выводившаяся на основе ньюфаундленда в СССР в 1940—1980-х годах. Общее количество собак было небольшим, чётких стандартов экстерьера зафиксировать не удалось. Международными кинологическими организациями порода признана не была.

## История породы
Попытка выведения породы была вызвана резким сокращением поголовья служебных собак в СССР в годы Великой Отечественной войны. Для обеспечения вооружённых сил караульными собаками было принято решение о воссоздании поголовья и выведении новых специализированных служебных пород, способных работать в условиях холодного климата. Соответствующие работы были начаты в конце 1940-х годов в племенном питомнике Центральной школы военного собаководства «Красная звезда» на основе имеющегося скудного отечественного племенного материала и нескольких собак, вывезенных после войны из Германии. Ставилась цель получения собак рослых, физически крепких, злобных, с хорошим шёрстным покровом. 
В результате, наряду с прочими новыми породами (московская сторожевая, чёрный терьер, московский дог), были выведены собаки, получившие название московских водолазов.
Для выведения породы первоначально скрещивали кобелей породы ньюфаундленд с немецкими овчарками. Затем в результате прилития крови кавказских овчарок был получен более грубый и мощный тип, которому отдали предпочтение.
Впервые собаки породных групп, выведенных в питомнике Центральной школы, были показаны широкой публике в Москве в 1955 году на 19-й Московской городской выставке собак служебных пород. Однако практическое использование московских водолазов оказалось нецелесообразным. 
В караульной службе московский водолаз уступал чёрному терьеру, который был выведен с участием производителей-водолазов.
Московский водолаз не прошёл сертификацию на породную группу. Работы по разведению московских водолазов были прекращены, собаки использовались в разведении в рамках Московского городского общества любителей собаководства (МГОЛС) как ньюфаундленды и постепенно растворились в поголовье импортированных ньюфаундлендов, которых часто по традиции продолжают называть водолазами. Существует предположение, что в фильме «Друг» в 1987 году снимался именно московский водолаз.

## Внешний вид
Московский водолаз представлял собой крепкую, выносливую собаку, по внешнему виду сходную с ньюфаундлендом, но с более простой и тяжелой головой и более грубой шерстью.
Собака имела несколько растянутый формат, грубую конституцию с мощным костяком и сильно развитой мускулатурой. Голова с широким массивным черепом, короткой тупой мордой, висячими треугольными ушами. Шерсть длинная, прямая или чуть волнистая, чёрная или чёрная с красноватым отливом, допускались небольшие белые пятна на груди и лапах. Требовалось, чтобы рост кобелей был не ниже 66 см, сук — не ниже 63 см.